# São Miguel do Rio Torto
São Miguel do Rio Torto ist ein Dorf und eine ehemalige Gemeinde (Freguesia) im portugiesischen Kreis Abrantes im Distrikt Santarém.

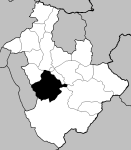
Lage der Freguesia São João im Kreis Abrantes bis September 2013

Die Freguesia São Miguel do Rio Torto hatte eine Fläche von 52,4 km² und 2875 Einwohner (Stand 30. Juni 2011).

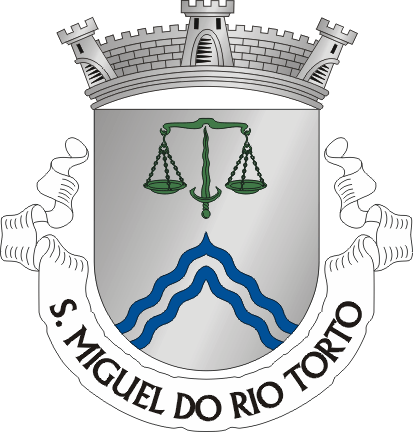
Das Wappen der ehemaligen Freguesia

Am 29. September 2013 wurden die Freguesias São Miguel do Rio Torto und Rossio ao Sul do Tejo zur neuen Freguesia União das freguesias de São Miguel do Rio Torto e Rossio ao Sul do Tejo zusammengefasst.